# Амелія Вега
Амелія Вега Поланко (7 листопада 1984 , Сантьяго-де-лос-Трейнта-Кабальєрос ) — домініканська модель, актриса, авторка, співачка і королева краси, перший переможець конкурсу Міс Всесвіт з Домініканської Республіки (2003), а також наймолодша переможниця з 1994 року (18 років).

## Міс Всесвіт

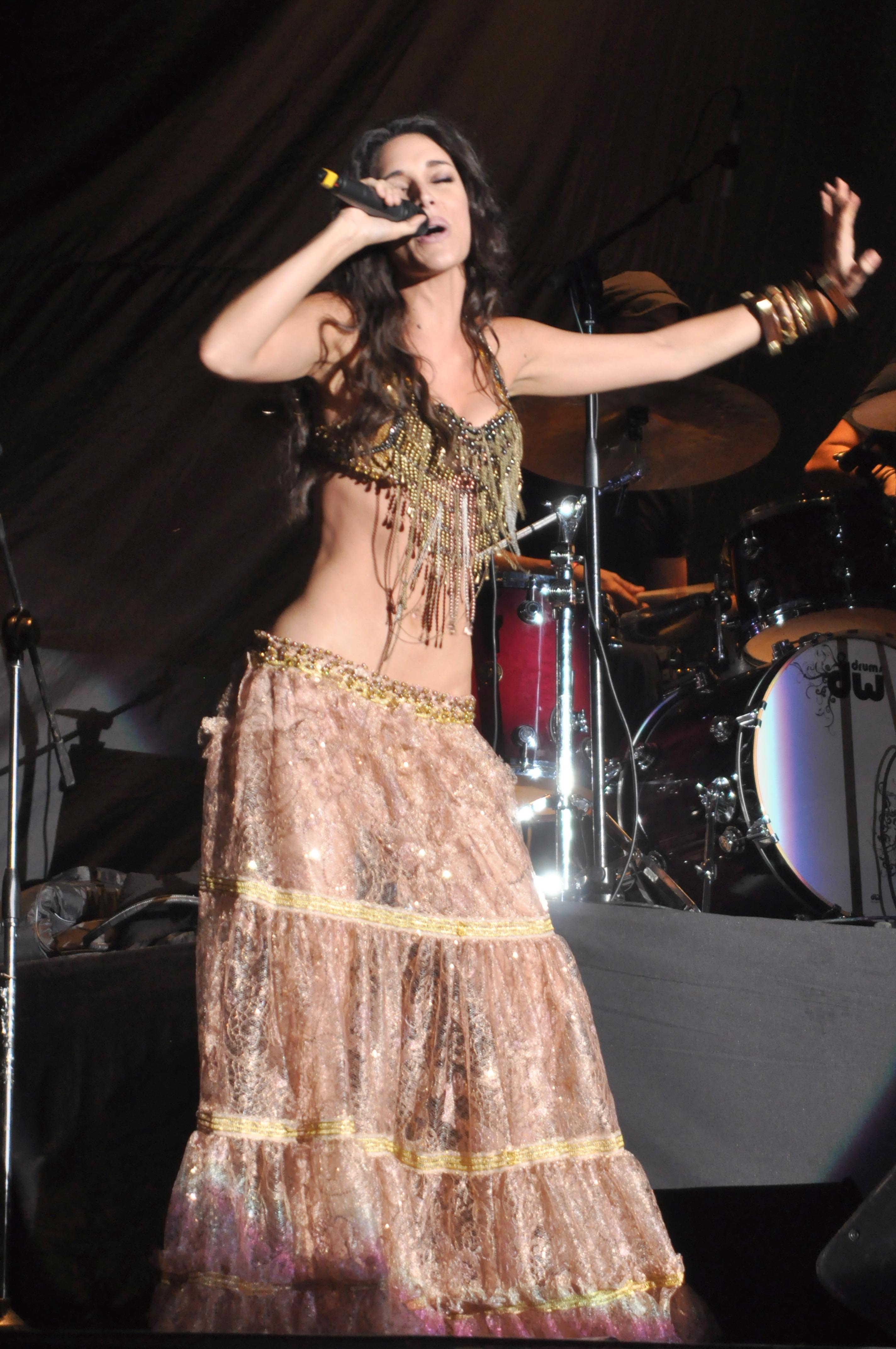
Амелія Вега

Здобувши титул «Міс Домініканська Республіка», Вега представляла Домініканську Республіку на конкурсі «Міс Всесвіт 2003», який відбувся в Панама-Сіті 3 червня 2003 року. Від так, стала першою представницею своєї країни, яка здобула цей титул. На той час вона була наймолодшою жінкою з 1994 року, яка виграла «Міс Всесвіт», і, станом на 2022 рік, є найвищою переможницею зі зростом 188 см.

## Музика
Після запису свого першого демозапису в 15-річного віку та початку своєї художньої кар'єри в мюзиклах у рідному місті в тому ж віці, перший сингл Амелії «Pasa Un Segundito» вийшов на iTunes 26 квітня 2010 року.  Лише за два дні вона стала найкращою латиноамериканською піснею. Через пару місяців вона здивувала своєю екологічною піснею Smog. У своєму акаунті в Twitter вона оголосила, що її повний альбом «Agua Dulce» вийде 30 серпня 2011 року, спочатку на iTunes. Вона почала просувати свою музику в Пуерто-Рико, Еквадорі, Панамі, Домініканській Республіці, «де відкрила концерт для Марка Ентоні та Чаянне перед натовпом у 50 000 людей».

## Особисте життя
24 грудня 2011 року Вега вийшла заміж за домініканського гравця НБА Ела Горфорда після двох років побачень. У них четверо спільних дітей.
Вега — племінниця співака Хуана Луїса Герра, який здобув премію « Ґреммі». Крім того, Амелія відвідувала та закінчила школу моделювання та акторської майстерності Барбізон у Санто-Домінго. Її батько був сином юриста, професора та проректора Університету Санто-Домінго Мігеля Анхеля Веги Асеведо, який був братом письменниці та професора коледжу Ванесси Веги де Боннеллі. Дід Амелії Веги був сином Мігеля Анхеля Веги Ернандеса та онуком Хосе Ніколаса Веги Пічардо, іспанця з Сантьяго-де-Куба, який прибув до Домініканської Республіки в 1860-х роках разом зі своїми батьками, Хосе Рафаелем Вега Браво та Маргаритою Консентресією та своїми батьками. Брат Хосе Рафаель Вега Пічардо має походження якого можна простежити від англійського короля Вільгельма Завойовника та кастильського короля Альфонса X.

## Фільмографія
- Homie Spumoni (2006) . . . . Амелія Вега в ролі (Шаніс)
- Загублене місто (2005) . . . . Мінерва Ерос